# 2000년대 텔레비전 애니메이션 목록
다음은 2000년대에 방송된 텔레비전 애니메이션의 연도순 목록이다.
- 2000년 텔레비전 애니메이션 목록
- 2001년 텔레비전 애니메이션 목록
- 2002년 텔레비전 애니메이션 목록
- 2003년 텔레비전 애니메이션 목록
- 2004년 텔레비전 애니메이션 목록
- 2005년 텔레비전 애니메이션 목록
- 2006년 텔레비전 애니메이션 목록
- 2007년 텔레비전 애니메이션 목록
- 2008년 텔레비전 애니메이션 목록
- 2009년 텔레비전 애니메이션 목록